# José Edgardo Ramos
José Edgardo Ramos (ur. 23 lipca 1989) – salwadorski zapaśnik walczący w stylu wolnym. Piąty na mistrzostwach panamerykańskich w 2009. Zdobył dwa medale na igrzyskach Ameryki Środkowej, złoty w 2010 roku.